# ПП-90М1
ПП-90М1 — 9-мм специальный пистолет-пулемёт, предназначенный для создания высокой плотности огня и ведения продолжительного ближнего боя. Несмотря на сходство обозначений с пистолетом-пулемётом ПП-90, рассматриваемый образец является оригинальной разработкой и призван конкурировать с ПП-19 «Бизон». ПП-90М1 предназначен для вооружения сотрудников правоохранительных органов, бойцов армейского спецназа и спецподразделений полиции и войск национальной гвардии (Росгвардии)

## Описание
ПП-90М1 спроектирован по классической компоновочной схеме. Его особенностью является конструкция механизма подачи патронов при стрельбе, допускающая использование как обычных секторных магазинов ёмкостью 32 патрона, так и шнековых магазинов, вмещающих 64 патрона. Механизмы автоматики работают за счёт использования энергии отдачи свободного затвора. Ударно-спусковой механизм позволяет вести одиночный и автоматический огонь. Переводчик режимов стрельбы выполняет также функцию предохранителя; он расположен на левой стороне ствольной коробки над спусковой скобой. Вместо обычной рукоятки взведения затвора предусмотрена кнопка-толкатель, расположенная над дульной частью ствола.
Ствольная коробка с рукояткой и спусковой скобой выполнены как одно целое из высокопрочной пластмассы. Пластмассовыми являются и корпуса шнековых магазинов. В конструкции ПП широко использованы также штампованные из листовой стали детали. Для повышения устойчивости при стрельбе предусмотрен складывающийся вперёд-вверх металлический плечевой упор.
Используемый пистолетом-пулемётом шнековый магазин обеспечивает чрезвычайно высокую плотность огня при скоротечных огневых контактах, однако стоимость его весьма высока. Поэтому предусмотрена возможность применения более дешёвых коробчатых магазинов со штатным адаптером, выполняющим роль цевья.

## Боеприпасы
Для стрельбы могут использоваться патроны 9×19 мм Парабеллум, а также российские патроны 9×19 мм ПБП (7Н21 и 7Н31) с бронебойными пулями.